# Gymel
Gymel (también llamado gimel o gemell) en la música polifónica inglesa de la época medieval y los inicios del Renacimiento es la técnica polifónica en la que una voz (generalmente la voz superior) se divide temporalmente en dos partes de igual gama, normalmente a la 3.ª inferior o superior, pero cantando música diferente. A menudo las dos voces cantan un pasaje de polifonía intrincada, comenzando y terminando en unísono, y a menudo, pero no siempre, las otras voces abandonan temporalmente el canto. Mientras que el empleo más temprano del gymel parece haber sido hacia mediados del siglo XIV, los gymels notados más antiguos son de aproximadamente 1430. Es probable que algunos ejemplos de gymel notado se hayan perdido, ya que la gran mayoría de fuentes inglesas de manuscritos hasta los años 1530 fueron destruidas durante la Disolución de los Monasterios por Enrique VIII. Los ejemplos más tempranos de gymel notado proviene de fuentes continentales.
Entre los compositores de gymel encontramos a John Dunstable, William Cornysh, Richard Davy, John Browne, y mucho más tarde a Thomas Tallis, así como los numerosos compositores anónimos nombrados en fuentes como el Eton Choirbook y el Caius Choirbook,entre las pocas colecciones de música inglesa que sobreviven del siglo XV.